# Datorgenererad musik
Datorgenererad musik är musik som skapas med hjälp av en dator. Den utvecklades omkring 1948 för komposition och för analys av olika musikstilar.
För komposition använder kompositören en dator för att programmera tonhöjd, rytm, klang och andra musikaliska element. Resultatet kan transkriberas för att framföras av konventionella instrument eller matas in i en annan apparat och konverteras till ljud. Den första datorgenererade inspelningen gjordes 1951. En av de främsta pionjärerna för datormusik anses vara Max Mathews som 1957 skrev ett program som framförde ett musikstycke på en IBM 704-dator. 1982 kom Commodore 64 som gjorde datorgenererad musik möjlig att skapa på hemdatorer. 1983 lanserades Midi som gjorde det möjligt för datorer, synthesizers och annan hårdvara att kommunicera med varandra. Senare teknisk utveckling har gjort att datorer kan användas inte bara för komposition utan även som avancerade inspelningsstudios.